# عصافير الجنة (فلم)
عصافير الجنة (بالإنجليزية: Assafir el janna Or Birds of Paradise
)، فيلم سينمائي كوميدي مصري، إنتاج 1955 إخراج: سيف الدين شوكت، تأليف: حسن توفيق تمثيَل: محمود ذو الفقار، زمردة، فيروز، نيللي، ميرفت، عزيزة حلمي.

## قصة الفيلم
بعد وفاة مدير إحدى شركات المشروبات، تقع أرملته درية (زمردة) في حب مدير دعاية الشركة كمال فهمي (محمود ذو الفقار)؛ الذي كان متزوجًا بالفعل، وتستطيع درية أن تقنعه بهجر زوجته الأولى أمينة إبراهيم (عزيزة حلمي) لأجلها، حتى تستطيع الزواج منه، فتقرر البنات الثلاث للأب فيروز (فيروز)، ميرفت (ميرفت)، نيللى (نيللي)، الهروب فيدخل الأب - مدير دعاية الشركة - في دوامة مع مطلقته للبحث عن بناتهم اللائي التحقن، في الوقت ذاته، للعمل مع أحد عازفي البيانولا.

## القصة الكاملة
كمال فهمي (محمود ذو الفقار) يعمل مديرًا الدعاية في شركة دورنجا للمشروبات الغازية، وهو متزوج من أمينة إبراهيم (عزيزة حلمي) وأب لثلاثة بنات: فيروز (فيروز) 13 سنة، ميرفت (ميرفت) 11 سنة، نيللى (نيللي) 6 سنوات. يعيش كمال حياة سعيدة ودافئة مع زوجته وبناته وأهل الحى: بندق القهوجى (حسين إسماعيل)، وعم عبده البقال (عبد الحميد بدوي)، وسائق الشركة عم محمد (منير الفنجري). يخلو منصب مدير الشركة بموت صاحبها الذي يترك الأرملة الشابة الجميلة درية (زمردة)، والتي تعجب بكمال، ولكنها تختار صالح برغوت (حسن البارودي) لمنصب المدير العام، مما يثير حزن وغضب كمال، ولكنها تعرض عليه منصب أكبر لتكون له الكلمة العليا على الشركة وصاحبتها. تسافر معه للإسكندرية لافتتاح فرع للشركة هناك ويعودان من الإسكندرية زوجان وينتقل للعيش معها في منزلها ويترك بيته وبناته. قامت أمينه بتكليف المحامى الشرعي (عباس الدالي) برفع قضية نفقة على زوجها كمال وعندما سلمه المحضر (عبد الغني النجدي) الإعلان، نصحته درية برفع قضية ضم لإبنتيه الكبيرتين فيروز وميرفت، وأن تدفع هي نفقتها الشهرية بشرط تطليقها، وأن يرسل لها ورقة الطلاق، وبالفعل طلقها وكسب قضية الضم وقام بتنفيذ أمر المحكمة بقوة البوليس، مما أثار غضب أهل الحي عليه، وعاشت نيللى مع أمها يرعاهم الجيران وأهل الحي بينما عاشت فيروز و ميرفت مع زوجة أبيهم درية، ولم يكن بينهن وفاق. أرادت نيللى الإتصال تليفونيًا بشقيقتيها، فلم تمكنها درية هانم، فطلبت من الاسطى محمد (منير الفنجري) الذي ترك الشركة احتجاجًا على زواج كمال من صاحبتها وعمل على تاكسي أجرة أن يوصلها لشقيقتيها لزيارتهم ثم العودة مساءاً لإعادتها. كان لقاءا عاصفًا حانيًا بين الشقيقات الثلاث الذين تعاهدن على عدم الافتراق، فقاموا بالهروب من المنزل وقضوا ليلتهم في عمارة تحت الإنشاء، وفي الصباح شاهدوا حادث هروبهم منشور في الصحف مع صورهم، فقامت فيروز ببيع اسورتها الذهبية، واشتروا ملابس أولاد، واتصلوا بالصحافي مجدى (محمد توفيق)، وشكروه على الموضوع الذي نشره، وأخبروه أنهم لن يعودوا للمنزل حتى يعود أبوهم لأمهم. إلتقت البنات بعم عزوز (إبراهيم فوزي) عازف البيانولا، ورقصوا وغنوا معه، مما زاد في حصيلة ما جمعه من نقود، فإتفق معهم أن يكون لهم الثلث وله الثلثان، وعاشوا معه في هيكل أوتوبيس مهجور ولم يكن يعلم أنهم بنات. واصلت فيروز إتصالها بالصحافى مجدى، وإمداده بالأخبار وهو ينشرها. جمعت البنات أطفال الشوارع وبدأوا في عمل دعاية مضادة لمشروب الدورنجا، فأبلغت درية هانم البوليس، واتهمت أمينة بتحريض أولادها عليها، فقام البوليس بالقبض على أطفال الشوارع وهربت البنات. قال كمال لدرية: «أنا ماكنتش فكرك بالقسوة دى أبدا، أنا هدمت بيتى علشان افتح بيتك وحرمت نفسى من السعادة علشان أسعدك، حطمت قلب زوجة وفية، وأولاد مالهمش ذنب علشان شيطانة زيك»، فقالت له: «أنا عملتك بنى آدم، لكن الأصل الواطى يفضل واطى»، فصفعها وطلقها. اما البنات فقد حاولن إلقاء أنفسهن في النيل، فلما رأوا ابيهم مع أمهم ألقوا بأنفسهم في أحضان أبيهم وأمهم.

## فريق العمل
- إخراج: سيف الدين شوكت
- تأليف: حسن توفيق
- تمثيل:
  - محمود ذو الفقار... كمال
  - زمردة دريه
  - فيروز فيروز
  - نيللي نيللي
  - ميرفت ميرفت
  - عزيزة حلمي الأم
  - محمد توفيق صحفي
  - حسن البارودي موظف بالشركة
  - طلعت علام
  - منير الفنجرى السائق
  - حسين إسماعيل
  - عبد الغني النجدي
  - علي كامل  
  - أحمد مختار  
  - عبد المنعم سعودي  
  - أحمد بالي عضو مجلس الإدارة
  - مها سليم الموظفة
  - عباس الدالي المحامي الشرعي
  - وهبة حسب الله الضابط
  - رشاد حامد ضابط
  - مطاوع عويس
  - عبد الحميد بدوي عم عبده
  - أنور مدكور
  - سمير عزت
  - عباس رحمي
  - مجدى مرزوق
  - محى الدين مرزوق
  - رفعت إبراهيم
  - إبراهيم جكلة عم عزوز

## روابط خارجية
- صفحة الفيلم على موقع السينما
- صفحة الفيلم على قاعدة بيانات الأفلام على الإنترنت